# Єлсюм
Єлсюм (нід. Jelsum) — село в нідерландській провінції Фрисландія. Входить до муніципалітету Леуварден.
Його площа становить 5,31км², а населення станом на 2021 рік складало 310 осіб.
Перша згадка про населений пункт датується 1270 роком.

## Галерея

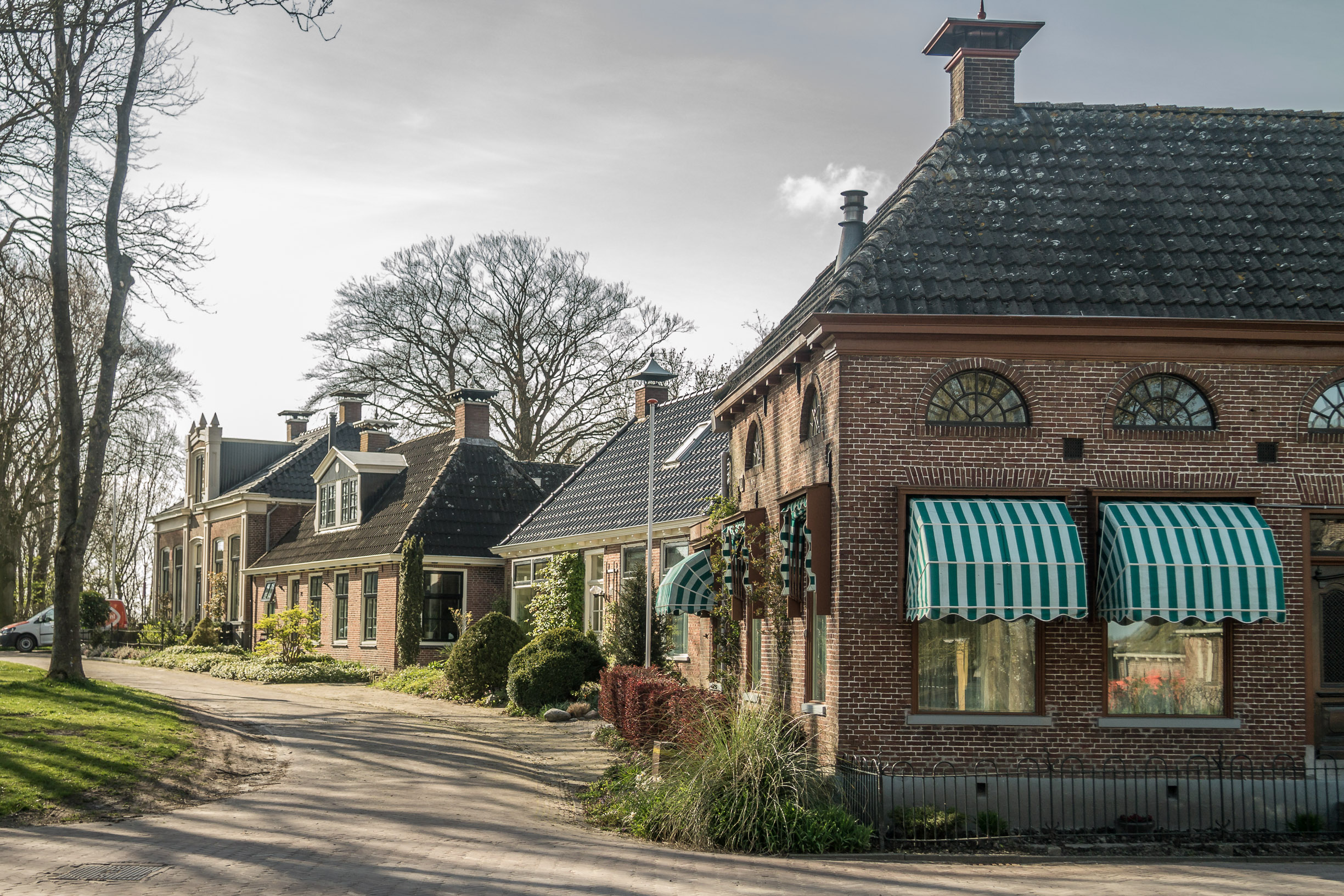
Сільська забудова
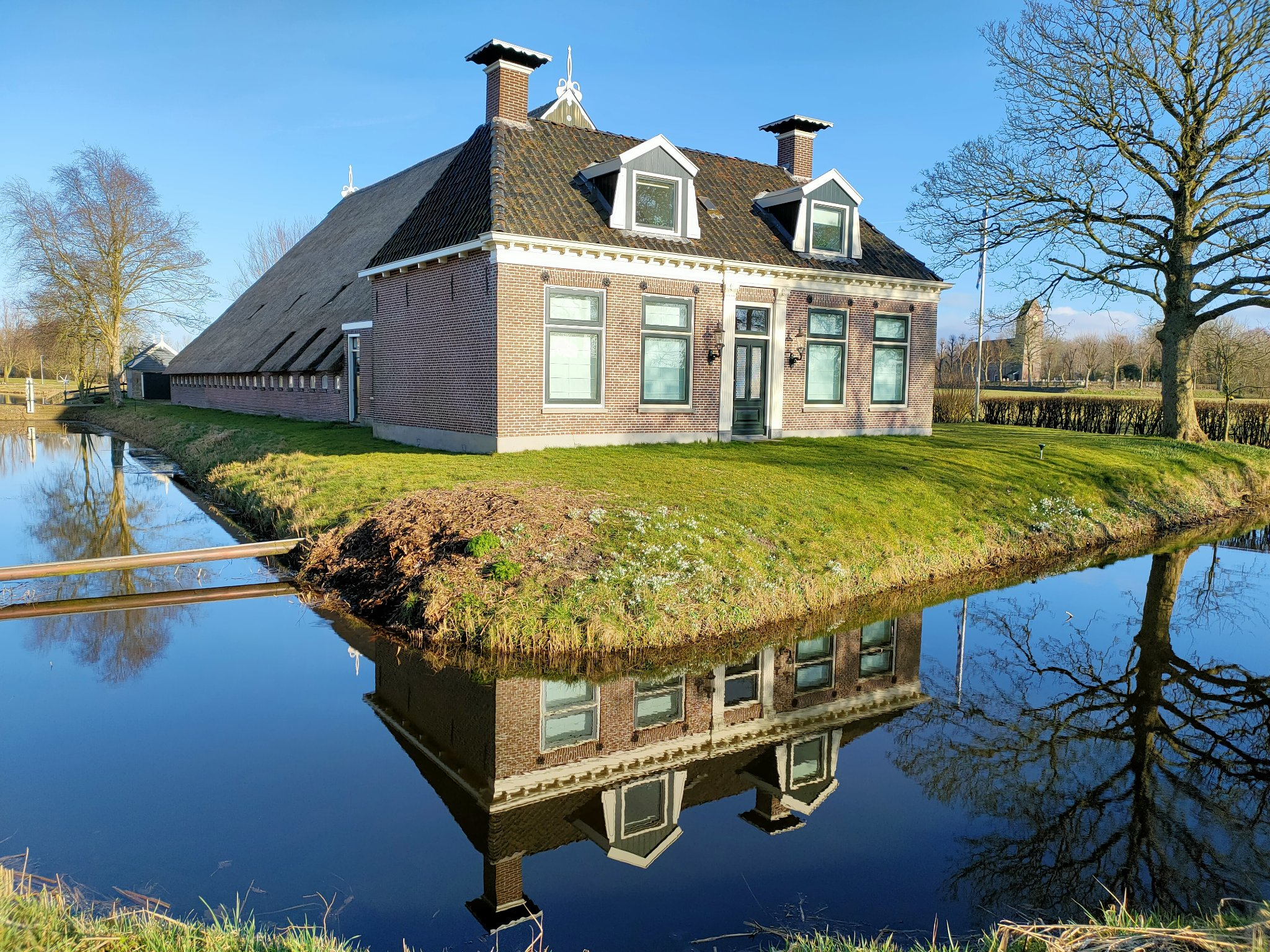
Ферма в Єлсюмі
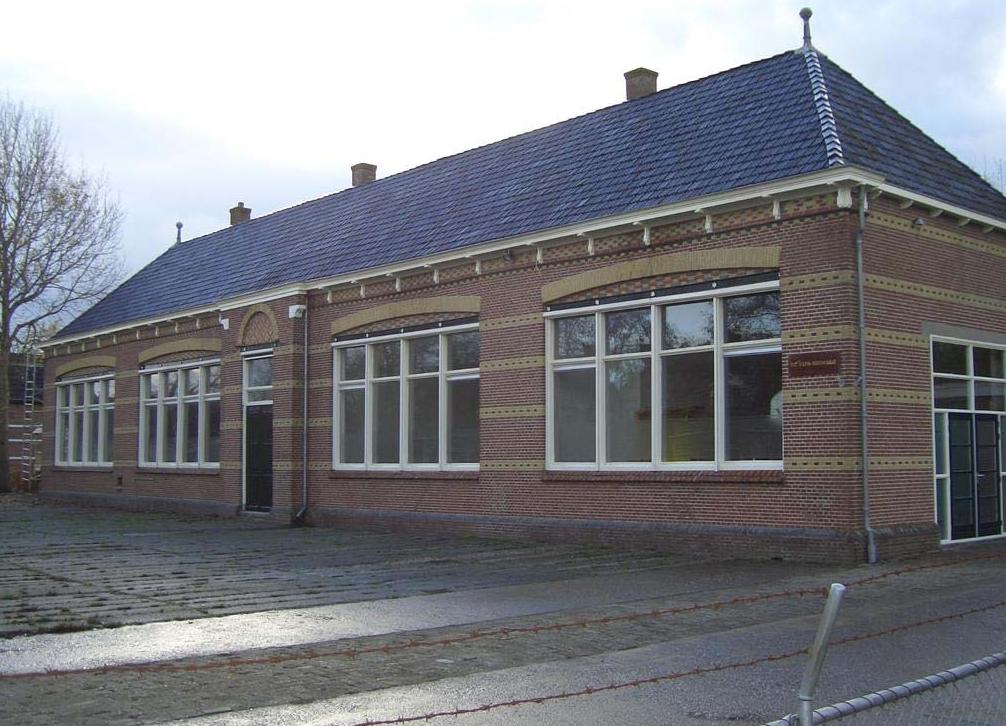
Будівля колишньої школи
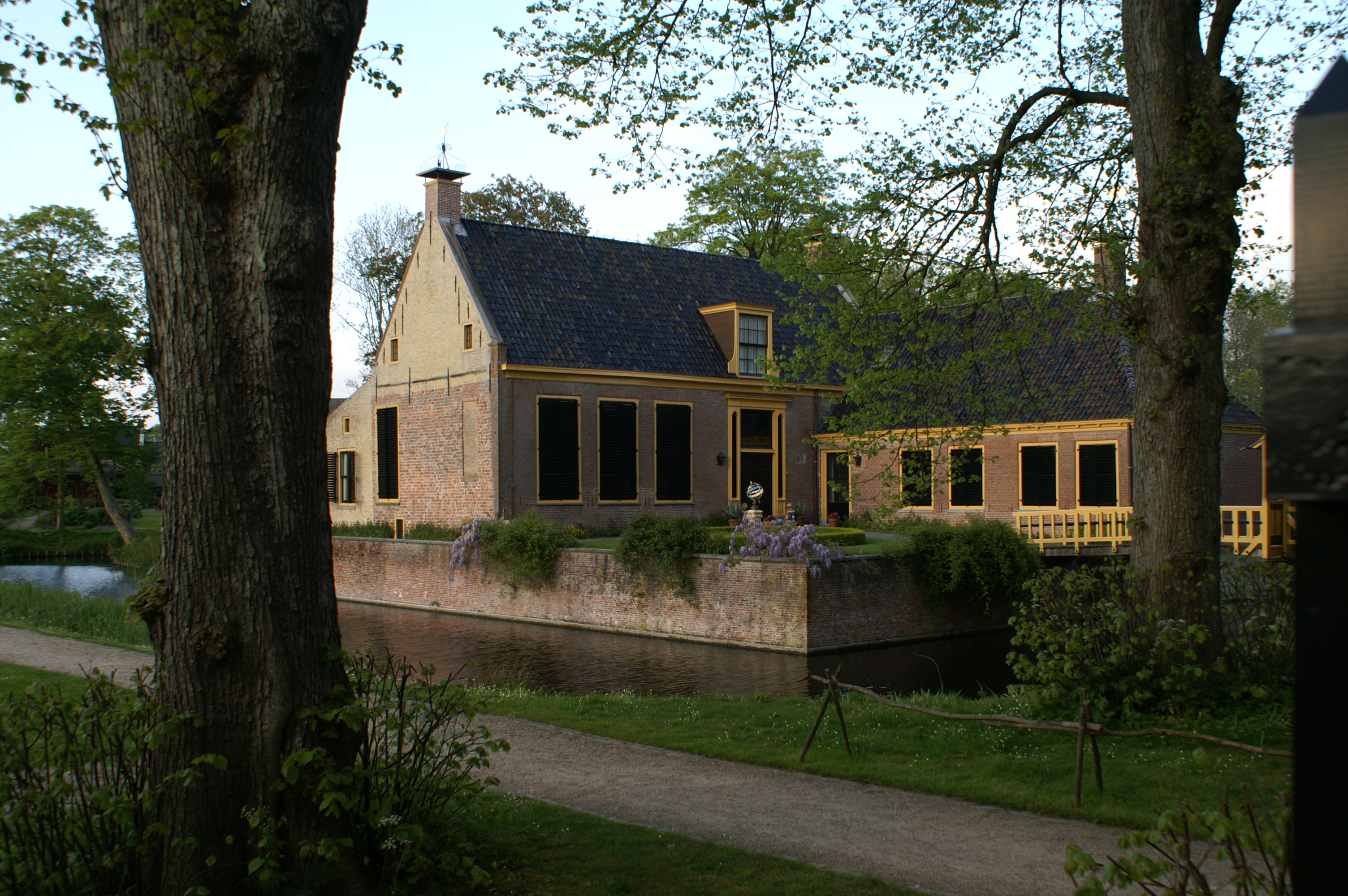